# Condado de Scott (Iowa)
O Condado de Scott (em inglês:  Scott County) é um dos 99 condados do estado norte-americano do Iowa. A sede e maior cidade do condado é Davenport. Foi fundado em 1837 e o seu nome é uma homenagem ao general Winfield Scott (1786-1866), militar na Guerra anglo-americana de 1812, na Trilha das Lágrimas, na Guerra de Black Hawk, na Guerra Mexicano-Americana e na Guerra Civil Americana, diplomata e candidato à presidência dos Estados Unidos.
O condado possui uma área de 1 213 km², dos quais 1 186 km² estão cobertos por terra e 26 km² por água, uma população de 165 224 habitantes, e uma densidade populacional de 139,3 hab/km² (segundo o censo nacional de 2010). É o terceiro condado mais populoso de Iowa.